# MSC Preziosa
MSC Preziosa — четвёртый круизный лайнер класса Fantasia. Как и другие корабли этого класса, он ходит под флагом Панамы. MSC Divina является близнецом, а MSC Fantasia и MSC Splendida уступают в размерах, хотя и построены по одному типовому проекту. Судно, первоначально заказанное ливийским правительством, было продано MSC Cruises в 2012 году и введено в эксплуатацию в 2013 году.
MSC Preziosa является 13-м кораблем MSC cruises. Все корабли класса Fantasia построены на верфе STX France в портовом городе Сен-Назер.

## История
4 июня 2010 года между STX Europe и ливийской государственной компанией General National Maritime Transport Corporation (GNMTC) был подписан договор о строительстве одного круизного судна, похожего на Fantasia и Splendida. Судно по изначальному проекту должно было носить название Phoenicia и на борту должен был располагаться 120-тонный аквариум с акулами, о чём говорил Ганнибал Каддафи, сын ливийского лидера в то время. Во время строительства 15 февраля 2011 года началась гражданская война в Ливии. Летом 2011 STX Europe расторгла договор и начала искать нового покупателя. 13 марта 2012 года MSC объявила, что достигла соглашения о покупке корабля за 550 миллионов евро, изменив название судна на Preziosa.

Год спустя, Preziosa был введен в эксплуатацию. Корабль, как и корабль-сестра MSC Divina, был крещен Софи Лорен.